# St. Michael (Seelisberg)

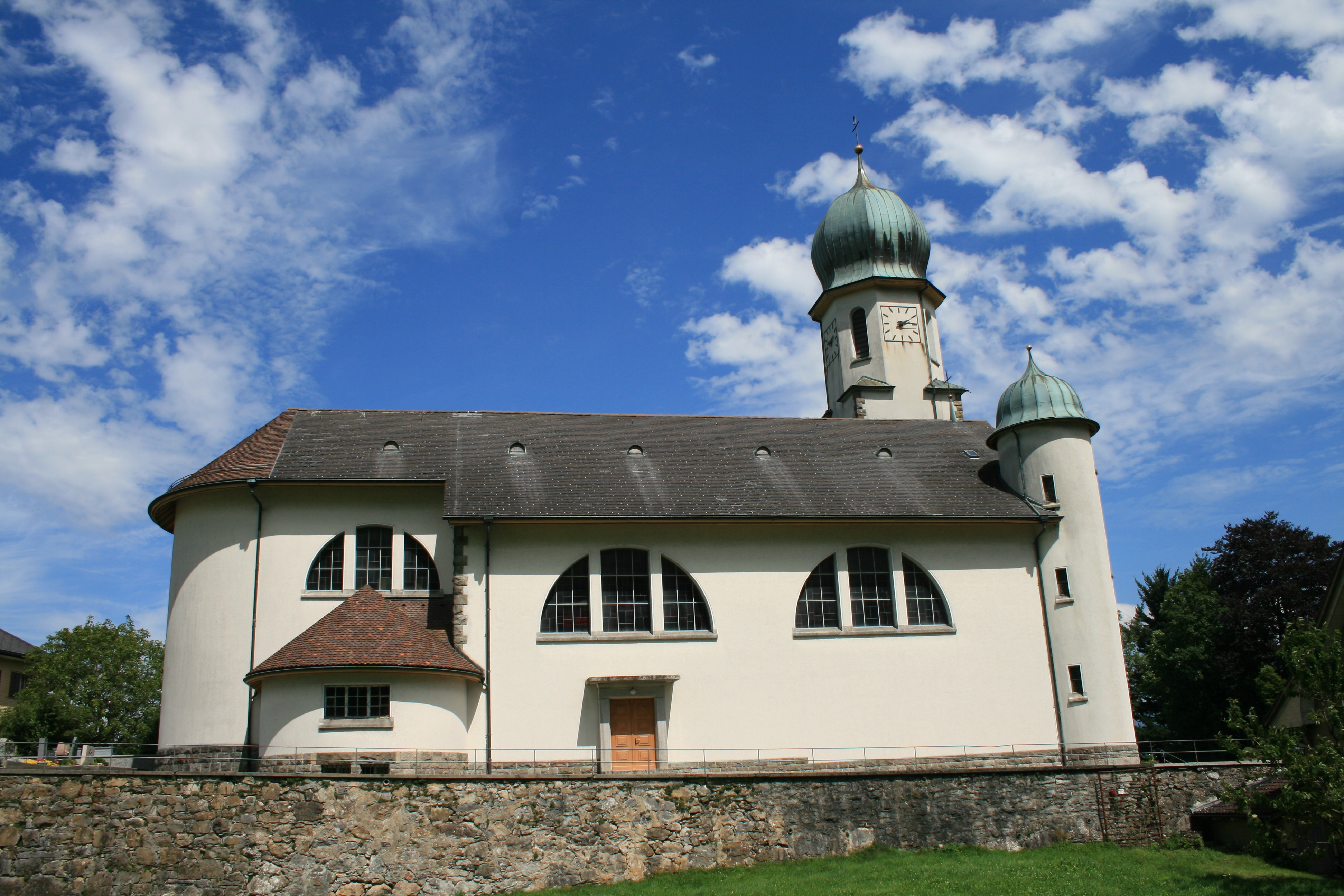
St. Michael, Seelisberg

Die Kirche St. Michael in Seelisberg ist die Pfarrkirche der gleichnamigen Pfarrei in der Gemeinde Seelisberg des Schweizer Kantons Uri. Sie gehört zur römisch-katholischen Landeskirche Uri im Bistum Chur. Kirchenpatron ist der heilige Erzengel Michael, der auch im Ortswappen abgebildet ist.

## Geschichte
1262 wird Seelisberg, damals unter dem Namen Cinglin, in einer Urkunde erstmals erwähnt. 1284 geht aus einer Übereinkunft der Äbtissin des Zürcher Klosters Fraumünster mit dem Pfarrer von Altdorf hervor, dass es hier schon eine Tochterkirche von Altdorf gab, was mit der Abgabeverpflichtung des Zehnten verbunden war. Im 15. Jahrhundert konnten sich die Seelisberger aus den Abhängigkeiten sowohl vom Zürcher Fraumünsterkloster als auch vom Kloster Engelberg loskaufen. Die Pfarrei gehörte damals zum Bistum Konstanz.
1546 weihte der Bischof von Konstanz eine neue Michaelskirche. Sie war an der Stelle des baufällig gewordenen ersten Kirchengebäudes errichtet worden. 1621 und 1819 wurde die Kirche jeweils vergrössert und renoviert; der Turm musste mehrmals erneuert werden. 1739/1740 wurden vier Glocken des Giessers Peter L. Keiser aufgezogen und das Kircheninnere im Stil des Barock umgestaltet. Um 1860 wurden vier neue Glocken der Konstanzer Glockengiesserei Rosenlächer angeschafft, was eine Vergrösserung der Glockenstube und eine Turmsanierung notwendig machte. 1890 wurde das Kircheninnere im Stil der Neogotik erneut umgestaltet.
1935 kam der Wunsch auf, ein neues Gotteshaus zu bauen. Die um die Kirche begrabenen Leichen wurden exhumiert und auf dem neuen Friedhof erneut bestattet. Die alte Kirche wurde abgetragen und der Grundstein für die neue Kirche gelegt. Am 9. September 1936 wurde die neue Michaelskirche geweiht. Entworfen hatte sie der Architekt Joseph Steiner aus Schwyz. Er sollte eine schlichte, neuzeitliche Bergkirche bauen.

## Beschreibung

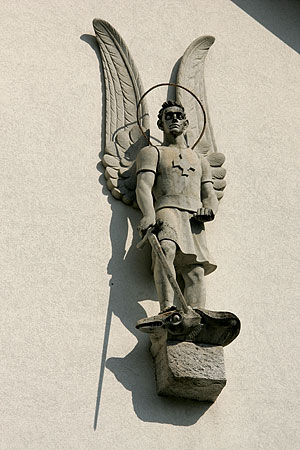
Skulptur St. Michael

Die Kirche ist nicht mehr geostet, sondern nach Nordwesten ausgerichtet. Die südöstlich zum See gerichtete Eingangsfassade wird auf ihrer rechten Seite flankiert vom 37 Meter hohen Kirchturm, der von einer Zwiebelhaube bekrönt ist, und auf der linken Seite von einem kleineren runden Treppenturm. Der Eingang ist durch ein geschweiftes Vordach geschützt, darüber ist eine vier Meter hohe Skulptur des Kirchenpatrons Michael angebracht. Das Kirchenschiff ist mit einem Satteldach überdeckt, der halbrund abschliessende Chor ist eingezogen und hat zu beiden Seiten kleine halbrunde Anbauten.
Grosse halbrunde Buntglasfenster versorgen den Innenraum mit Tageslicht, je zwei an den Längsseiten des Kirchenschiffs und je eines auf den beiden Chorseiten. Der Chor ist durch einen Chorbogen deutlich vom Kirchenschiff getrennt. Die Kirche ist 15 Meter breit und 37 Meter lang. Sie verfügt über 400 Sitzplätze, doppelt so viele wie in der Vorgängerkirche. 

## Orgel
Auf der Empore im hinteren Teil der Kirche befindet sich die Orgel mit einem Freipfeifenprospekt. Sie wurde 1936 von Orgelbau Goll (Luzern) unter Verwendung von Material des Instruments der Vorgängerkirche gebaut. 1948 wurde sie durch die Erbauerfirma renoviert, 1968 wurde die Disposition geändert und ein Register hinzugefügt. 2020/2021 erfolgte eine erneute Renovierung durch Späth Orgelbau (Rüti/ZH). Das Instrument hat einen Umfang von 20 Registern auf zwei Manualen und Pedal.

## Geläut
Der Kirchturm, dessen oberstes Geschoss die achteckige Glockenstube auf einem quadratischen Grundriss ist, enthält die vier 1860 schon für die Vorgängerkirche gegossenen und übernommenen Glocken von Rosenlächer.
| Glocke | Name             | Durchmesser | Schlagton |
| ------ | ---------------- | ----------- | --------- |
| 1      | Michael          | 1223 mm     | e′        |
| 2      | Maria und Ursula | 954 mm      | gis′      |
| 3      | Agatha           | 803 mm      | h′        |
| 4      | Aloisius         | 604 mm      | c″        |